# شركة أسينو
شركة أسينو (بالإنجليزية: Acino International AG)‏ (كان اسمها Acino Holding AG حتى يناير 2016) هي شركة صيدلانية سويسرية مقرها في زيورخ.

## تاريخ الشركة
تأسست الشركة تحت اسم (Schweizerhall) في عام 1836 كأول مصنع منتج لملح الطعام بعد اكتشاف ملاحات. في العقد التالي تم تحويل المصنع في مصنع للكيماويات، ثم أضيفت خطوط إنتاج أخرى مختصة بالمنتجات النفطية والأغذية. كانت مبيعات الشركة بين الحربين العالميتين تتضمن منتجات من الكيمياويات وكذلك الحبوب والأعلاف والمعادن والمواد الخام الدوائية والأسمدة.
في أواخر سبعينات القرن العشرين، استحوذت الشركة على شركة للعطور في مولين (أرجاو) [الإنجليزية].
بدأت الانطلاقة نحو النشاطات الصيدلانية في عام 2000 بعد بيع بعض قطاعات الشركة ثم الاستحواذ في السنوات اللاحقة على شركات صيدلانية مراكز أبحاث في التقانة الحيوية والرعاية الصحية.
في عام 2008، تغير اسم الشركة من Schweizerhall Holding AG إلى أسينو.
في فبراير 2012، استحوذت شركة أسينو على الأنشطة التجارية لشركة ميفا، وكذلك استحوذت على المرافق الإنتاجية في مدينة أيش وكذلك مراكز الأبحاث والتطوير.

## المنتجات
تنتج شركة أسينو العشرات من الأدوية الجنيسة والتي تغطي اختصاصات مختلفة، وتعد من أكبر الشركات في السوق السويسرية.